# CrazySexyCool
CrazySexyCool  là album phòng thu thứ hai của nhóm nhạc nữ người Mỹ TLC, phát hành ngày 15 tháng 11 năm 1994 bởi LaFace Records. Sau thành công về mặt chuyên môn lẫn thương mại của album đầu tay Ooooooohhh... On the TLC Tip (1992), nhóm bắt đầu thực hiện những công đoạn đầu tiên cho album thứ hai trong năm tiếp theo; Tuy nhiên, quá trình sản xuất đã không đi đến những kết quả tích cực bởi những vấn đề xung quanh đời sống cá nhân của các thành viên - đáng chú ý là thành viên Lisa "Left Eye" Lopes, người có liên quan đến một mối quan hệ tình cảm không kiên định và đấu tranh với chứng nghiện rượu. Việc thu âm album đã được kéo dài đến tháng 9 năm 1994, trong đó Lopes không thể đóng góp quá nhiều cho dự án để tập trung vào việc cai nghiện.
Với CrazySexyCool, nhóm tái hợp với các nhà sản xuất như Dallas Austin, Kenneth "Babyface" Edmonds và Jermaine Dupri và cộng tác với nhiều cộng sự mới như Organized Noize và Chucky Thompson, bên cạnh sự tham gia đóng góp từ Sean "Puffy" Combs trong việc làm nổi bật những âm thanh hip hop soul. Nội dung lời bài hát trong album đánh dấu sự thay đổi so với những tác phẩm đầu tay của họ và được xem là một dự án trưởng thành qua việc tìm hiểu những chủ đề như tình dục, lãng mạn, thiếu kinh nghiệm và lạc quan.
CrazySexyCool nhận được những phản ứng tích cực từ các nhà phê bình âm nhạc và gặt hái nhiều thành công về mặt thương mại, đạt vị trí thứ ba trên Billboard 200, và chưa từng rời khỏi bảng xếp hạng trong hơn hai năm sau khi phát hành. Trên thị trường quốc tế, nó đạt vị trí số một ở New Zealand, và lọt vào top 5 ở Úc, Đức, Hà Lan và Vương quốc Anh. Album được chứng nhận 11 đĩa Bạch kim từ Hiệp hội Công nghiệp ghi âm Mỹ (RIAA), giúp TLC trở thành nhóm nhạc nữ duy nhất trong lịch sử âm nhạc Hoa Kỳ được trao đĩa Kim cương. Tính đến nay, CrazySexyCool đã bán được hơn 23 triệu bản trên toàn thế giới, trở thành một trong những album bán chạy nhất mọi thời đại và là album bán chạy nhất bởi một ban nhạc nữ Mỹ. Album được liệt kê trong danh sách 500 album vĩ đại nhất mọi thời đại của Rolling Stone và trong ấn phẩm 1001 Album Bạn Phải Nghe Trước Lúc Chết. Nó cũng được xếp ở vị trí thứ 7 như là album xuất sắc nhất từng được chứng nhận Kim cương bởi Billboard.
Bốn đĩa đơn thương mại đã được phát hành từ album, và tất cả đều đã lọt vào top 5 trên bảng xếp hạng Billboard Hot 100, bao gồm hai đĩa đơn quán quân. Đĩa đơn đầu tiên, "Creep", đạt vị trí số một trong bốn tuần, và là một trong những đĩa đơn thành công nhất của năm 1995, trong khi đĩa đơn thứ hai và thứ tư, "Red Light Special" và "Diggin' on You" lần lượt vươn đến vị trí thứ hai và thứ tư. Đĩa đơn thứ ba, "Waterfalls", trở thành bài hát thành công nhất trong sự nghiệp của TLC, đạt vị trí quán quân trong 7 tuần và lọt vào top 5 ở nhiều quốc gia. CrazySexyCool đã giúp TLC giành 2 trên tổng số 6 đề cử giải Grammy tại lễ trao giải thường niên lần thứ 38 vào năm 1996 cho Album R&B xuất sắc nhất và Trình diễn giọng R&B xuất sắc nhất của bộ đôi hoặc nhóm nhạc với "Creep". TLC cũng gặt hái nhiều chiến thắng và đề cử tại Giải thưởng âm nhạc Billboard, Giải thưởng Âm nhạc Mỹ và Giải thưởng âm nhạc Soul Train bao gồm việc được vinh danh cho Nghệ sĩ của năm 1995 tại Giải thưởng âm nhạc Billboard và Video của năm tại Giải Video âm nhạc của MTV năm 1995 cho "Waterfalls".

## Danh sách bài hát
| STT | Nhan đề                                                          | Sáng tác                                                 | Sản xuất                  | Thời lượng |
| --- | ---------------------------------------------------------------- | -------------------------------------------------------- | ------------------------- | ---------- |
| 1.  | "Intro-lude" (hợp tác với Phife)                                 | Jermaine Dupri Phife                                     |                           | 1:03       |
| 2.  | "Creep"                                                          | Dallas Austin                                            | Austin                    | 4:28       |
| 3.  | "Kick Your Game"                                                 | Dupri Manuel Seal Lisa "Left Eye" Lopes                  | Dupri Seal [a]            | 4:14       |
| 4.  | "Diggin' on You"                                                 | Babyface                                                 | Babyface                  | 4:14       |
| 5.  | "Case of the Fake People"                                        | Austin                                                   | Austin                    | 4:04       |
| 6.  | "CrazySexyCool – Xen kẽ"                                         | Tionne Watkins Sean "Puffy" Combs Carl "Chucky" Thompson | Chucky Thompson Combs     | 1:42       |
| 7.  | "Red Light Special"                                              | Babyface                                                 | Babyface                  | 5:03       |
| 8.  | "Waterfalls"                                                     | Marqueze Etheridge Lopes Organized Noize                 | Organized Noize           | 4:39       |
| 9.  | "Intermission-lude"                                              | Dupri                                                    |                           | 0:42       |
| 10. | "Let's Do It Again"                                              | Babyface Jon-John                                        | Babyface Jon-John         | 4:16       |
| 11. | "If I Was Your Girlfriend"                                       | Prince                                                   | Combs Thompson Austin [a] | 4:36       |
| 12. | "Sexy – Interlude"                                               | Rozonda Thomas Combs                                     | Thompson Combs            | 1:34       |
| 13. | "Take Our Time"                                                  | Arnold Hennings Debra Killings                           | Austin Hennings           | 4:34       |
| 14. | "Can I Get a Witness – Xen kẽ" (hợp tác với Busta Rhymes)        | Busta Rhymes Combs Thompson                              | Thompson Combs            | 2:57       |
| 15. | "Switch"                                                         | Dupri Seal Lopes                                         | Dupri Seal [a]            | 3:30       |
| 16. | "Sumthin' Wicked This Way Comes" (hợp tác với André của OutKast) | Organized Noize Etheridge Lopes André Benjamin           | Organized Noize           | 4:28       |

Chú thích
- ^a  nghĩa là đồng sản xuất.
- Phiên bản đĩa than không bao gồm "Case of the Fake People" và "Intermission-lude".
- "Creep" được lấy mẫu từ "Hey Young World" của Slick Rick.
- "Switch" được lấy mẫu từ "Mr. Big Stuff" của Jean Knight.

## Xếp hạng
| Bảng xếp hạng (1994–96)                  | Vị trí cao nhất |
| ---------------------------------------- | --------------- |
| Album Úc (ARIA)                          | 5               |
| Album Áo (Ö3 Austria)                    | 16              |
| Album Bỉ (Ultratop Vlaanderen)           | 20              |
| Album Bỉ (Ultratop Wallonie)             | 25              |
| Canada (RPM)                             | 6               |
| Album Hà Lan (Album Top 100)             | 4               |
| Châu Âu (European Top 100 Albums)        | 6               |
| Album Phần Lan (Suomen virallinen lista) | 37              |
| Pháp (SNEP)                              | 40              |
| Đức (Offizielle Top 100)                 | 4               |
| Album New Zealand (RMNZ)                 | 1               |
| Album Na Uy (VG-lista)                   | 15              |
| Album Scotland (OCC)                     | 32              |
| Album Thụy Điển (Sverigetopplistan)      | 11              |
| Album Thụy Sĩ (Schweizer Hitparade)      | 10              |
| Album Anh Quốc (OCC)                     | 4               |
| Album Anh Quốc R&B (OCC)                 | 1               |
| Album Hoa Kỳ Billboard 200               | 3               |
| Album Hoa Kỳ Top R&B/Hip-Hop (Billboard) | 2               |

| Bảng xếp hạng (1995)                  | Vị trí |
| ------------------------------------- | ------ |
| Belgian Albums (Ultratop Flanders)    | 98     |
| Canada Top Albums/CDs (RPM)           | 10     |
| Dutch Albums (MegaCharts)             | 38     |
| German Albums (Offizielle Top 100)    | 27     |
| New Zealand Albums (RMNZ)             | 18     |
| Swedish Albums (Sverigetopplistan)    | 65     |
| Swiss Albums (Schweizer Hitparade)    | 49     |
| UK Albums (OCC)                       | 33     |
| US Billboard 200                      | 5      |
| US Top R&B/Hip-Hop Albums (Billboard) | 2      |
| Bảng xếp hạng (1996)                  | Vị trí |
| Australian Albums (ARIA)              | 31     |
| Dutch Albums (MegaCharts)             | 85     |
| UK Albums (OCC)                       | 93     |
| US Billboard 200                      | 22     |
| US Top R&B/Hip-Hop Albums             | 51     |

| Bảng xếp hạng (1990–99) | Vị trí |
| ----------------------- | ------ |
| US Billboard 200        | 25     |

| Bảng xếp hạng    | Vị trí |
| ---------------- | ------ |
| US Billboard 200 | 126    |

## Chứng nhận
| Quốc gia                                                                           | Chứng nhận   | Số đơn vị/doanh số chứng nhận |
| ---------------------------------------------------------------------------------- | ------------ | ----------------------------- |
| Úc (ARIA)                                                                          | 2× Bạch kim  | 140.000^                      |
| Áo (IFPI Áo)                                                                       | Vàng         | 25.000*                       |
| Canada (Music Canada)                                                              | 8× Bạch kim  | 800.000^                      |
| New Zealand (RMNZ)                                                                 | Bạch kim     | 15.000^                       |
| Anh Quốc (BPI)                                                                     | Bạch kim     | 300.000^                      |
| Hoa Kỳ (RIAA)                                                                      | 11× Bạch kim | 11.000.000^                   |
| Tổng hợp                                                                           |              |                               |
| Châu Âu (IFPI)                                                                     | Bạch kim     | 1.000.000*                    |
| * Chứng nhận dựa theo doanh số tiêu thụ. ^ Chứng nhận dựa theo doanh số nhập hàng. |              |                               |